# Asteroma coryli
Asteroma coryli (Fuckel) B. Sutton – gatunek grzybów z klasy Sordariomycetes.

## Systematyka i nazewnictwo
Pozycja w klasyfikacji według Index Fungorum: Asteroma, Gnomoniaceae, Diaporthales, Diaporthomycetidae, Sordariomycetes, Pezizomycotina, Ascomycota, Fungigi.
Po raz pierwszy takson ten zdiagnozował w 1880 roku Karl Wilhelm Fuckel nadając mu nazwę Leptothyrium coryli. Obecną, uznaną przez Index Fungorum nazwę nadał mu w 1980 roku Brian Charles Sutton, przenosząc go do rodzaju Asteroma. 
Synonimy:
- Cylindrosporella coryli (Fuckel) Arx 1981
- Cylindrothyrium coryli (Fuckel) Ribaldi 1953
- Leptothyrium coryli Fuckel 1870
- Leptothyrium coryli Lib. 1880
- Ribaldia coryli (Fuckel) Cif. 1954
- Septoria avellanae Berk. & Broome 1876
- Septoria avellanae Berk. & M.A. Curtis 1876
- Titaeosporina avellanae Petr. 1934

## Charakterystyka
Grzyb mikroskopijny, patogen roślinny powodujący powstawanie plam na porażonych roślinach. Znana jest tylko jego anamorfa. Za teleomorfę uważa się nieokreślony gatunek z rodzaju Gnomoniella.
W Polsce odnotowano występowanie na leszczynie pospolitej (Corylus avellana) i leszczynie tureckiej (Corylus colurna).